# Doug
Doug es una serie animada producida por Jumbo Pictures y Ellipse Programme para Nickelodeon desde 1991 hasta 1994. Es la primera serie animada estrenada en Nickelodeon. Posteriormente en 1996, Disney adquirió a Jumbo Pictures creando nuevos episodios, desde 1996 hasta 1999.

## Orígenes
La serie fue originada en un libro no publicado denominado El nuevo par de zapatos de Doug creado por el artista Jim Jinkins y el escritor Joe Aaron. Fue creado a partir de 1990 por el artista de Nickelodeon Jim Jinkins, y producido por su propia compañía Jumbo Pictures en asociación con Ellipse Programme y Nickelodeon, arrancando así la serie de TV con 98 episodios de 15 minutos y 3 de media hora que se transmitieron entre 1991 y 1994. Y en 1996, Disney compró Jumbo Pictures, y ordenó una nueva versión de Doug, la cual constó de 69 episodios, todos de media hora, transmitidos entre 1996 y 1999 además de la película hecha en ese último año (1999).

## Trama
La serie trata sobre un joven llamado Doug Narinas, quien vive en Cuentington (traducción adaptada de "Bluffington", el nombre original en inglés) junto a sus padres Phil y Theda, su hermana Judy y su perro Chuletas. Vive diferentes historias en su escuela y en su casa junto a su mejor amigo Tito Valentino y vive eternamente enamorado de Patti Mayonaisse.

## Personajes
- Douglas "Doug" Narinas (en inglés Douglas "Doug" Funnie): Es un chico de 11 años y medio y es el personaje principal. Vive con sus padres Theda y Phil, su hermana Judy y su perro Chuletas. Se dedica a escribir en su diario todas las dudas, alegrías y tristezas. Doug es muy creativo, con lo que siempre sueña en lo que podría suceder en el futuro, ser un superhéroe llamado "El Hombre Codorniz" o un agente secreto llamado "Smash Adams". En la versión de Disney a su familia se le añade una hermana menor llamada Cleopatra.
- Patti Mayonaisse: Es la mejor amiga de Doug. Doug está secretamente enamorado de ella desde su primer encuentro. Es inteligente, bien educada y alegre. Además, es una buena deportista, por lo que siempre gana competiciones.
- Tito Valentino (en inglés Skeeter Valentine): Es el mejor amigo de Doug. Tito fue quien enseñó a Doug a pedir un hamburguesa en Honker Burger (en español Hamburguesas Corneta), cuando Doug se acababa de mudar a Cuentington. También ayudó a Doug a aprender a bailar, y le mostró a Doug la banda del momento, Los Idos. Tito tiene un hermano menor llamado Bombón. Así como Doug, Tito tiene un superhéroe favorito llamado Mosquito Plateado. Tito utiliza palabras como "¡Hola Doug!" o "¡Mec-Mec!" (sonido nasal-gutural)." Su padre tiene un mal temperamento y tiene un vocabulario lento. Su madre es amable y tranquila. Aunque se le considera algo excéntrico y muy atolondrado, durante el desarrollo de la serie sus amigos descubren que es un genio con un IQ muy por encima al del resto y una gran interés por las ciencias.
- Chuletas (en inglés Porkchop): Es el perro de Doug. A veces actúa como un ser humano, solo que no habla. Su caseta se parece a un iglú. Tiene grandes habilidades como jugar al ajedrez y bailar. Él muestra el valor de una amistad verdadera y desinteresada. En todos los peligros que Doug enfrenta, él está presente, ya sea en la vida real o en la imaginación de Doug.
- Judy Narinas: Es la hermana de Doug. Tiene casi 15 años. Ella tiene mucho talento para la actuación, llevándola a ser siempre demasiado dramática y poética.
- Rufo Klotz (en inglés Roger Klotz): Principal antagonista de la serie. Es el enemigo de Doug, a quien siempre intenta hacerle la vida imposible. Vive con su madre y su gata Pelambres. Aunque Rufo es a menudo considerado como un enemigo de Doug, a veces demuestra lo contrario, mostrándose como buen amigo.
- Bee Bee Bluff: Es amiga de Patti, Doug y Tito. Su padre es el hombre más rico de Cuentington. Como toda niña rica y consentida por su multimillonario padre, suele exhibir un comportamiento altanero y caprichoso, aunque siempre se gana el afecto de sus amigos. Ella está enamorada de Tito.
- Pepe Studebaker: El chico más popular de la escuela. Es amigo de Doug. Le gusta practicar deportes.
- Conchita: Es amiga de Patti y Bee Bee.
- Bemba: Es amigo de Rufo.
- Ciro y Blas Sleech: Ellos son hermanos gemelos. Ellos son inteligentes y se comunican a través de códigos de números. Su padre es un fabricante de galletas.
- Maestra Moyerin: Es la maestra de Doug y sus amigos.
- Subdirector Moño: Es subdirector de la escuela donde estudian Doug y sus amigos. No le gusta cuando los estudiantes desobedecen las reglas de la escuela.
- Sr. Gil: Es vecino de Doug. Vive con su esposa, la Sra. Gil. Le gusta inventar cosas. Él es un buen amigo de Doug.
- Sra. Gil: Es la esposa del Sr. Gil. Ella es seria, sonríe pocas veces, pero nunca ríe de los chistes de su marido.
- Sr. Bluff: Es el padre de Bee Bee y el hombre más adinerado de Cuentington. Orgulloso de su prosperidad, suele a veces mostrarse como un hombre altanero. Sin embargo, cuando la situación lo amerita, no duda en ayudar en todo lo que sea posible.
- Los Idos: La banda de rock predilecta de Doug. Este grupo es una combinación entre los Beatles y los Rolling Stones.

## Doug de Disney
En febrero de 1996 Disney adquirió a Jumbo Pictures ordenando nuevos episodios al programa, debido a la adquisición de Jumbo, se hicieron notables cambios al programa, entre ellas el cambio de nombre del programa. Durante algún tiempo el programa se llamó Brand Spanking New! Doug para luego llamarse Doug de Disney o Las nuevas aventuras de Doug. Además del cambio del título, también se cambió la edad de Doug a 12, y este pasó a estar en la secundaria. También se hicieron diversos cambios al programa, como el cambio de vestuario de varios personajes, un nuevo peinado para Patti, y el nacimiento e introducción de Cleopatra, la nueva hermana de Doug y Judy. El programa fue transmitido desde 1996 hasta 1999 hasta ser cancelado posteriormente. Después se retransmitió en el canal Toon Disney hasta ser cancelada definitivamente en el año 2004. Además, en marzo de 1999 Disney realizó una atracción en el parque Walt Disney World denominada "Doug en vivo".

## Doug: La película
Después de haber finalizado la producción de la serie, en 1999, Walt Disney Pictures y Jumbo Pictures produjeron una película que serviría como el final definitivo de la serie, el largometraje fue estrenado el 26 de marzo de ese mismo año. Originalmente, se estaba decidiendo si la película sería lanzada directamente para vídeo o para televisión, sin embargo, tras el éxito que tuvo la quinta temporada como la sexta, se decidió que fuera lanzada en los cines. A pesar de que tuvo una recaudación aceptable, no fue bien recibida tanto por parte de la crítica como de parte del público.

## Episodios
| Temporada | Temporada | Segmentos | Episodios | Episodios | Emisión original         | Emisión original        | Emisión original                    |
| Temporada | Temporada | Segmentos | Episodios | Episodios | Primera emisión          | Última emisión          | Cadena                              |
| --------- | --------- | --------- | --------- | --------- | ------------------------ | ----------------------- | ----------------------------------- |
|           | 1         | 25        | 13        | 13        | 11 de agosto de 1991     | 8 de diciembre de 1991  | Nickelodeon                         |
|           | 2         | 26        | 13        | 13        | 13 de septiembre de 1992 | 6 de diciembre de 1992  | Nickelodeon                         |
|           | 3         | 26        | 13        | 13        | 11 de abril de 1993      | 11 de julio de 1993     | Nickelodeon                         |
|           | 4         | 24        | 13        | 13        | 26 de septiembre de 1993 | 2 de enero de 1994      | Nickelodeon                         |
|           | 5         | N/A       | 26        | 26        | 7 de septiembre de 1996  | 8 de marzo de 1997      | ABC (Disney's One Saturday Morning) |
|           | 6         | N/A       | 8         | 8         | 13 de septiembre de 1997 | 22 de noviembre de 1997 | ABC (Disney's One Saturday Morning) |
|           | 7         | N/A       | 31        | 31        | 12 de septiembre de 1998 | 26 de junio de 1999     | ABC (Disney's One Saturday Morning) |
|           | Película  | Película  | Película  | Película  | 26 de marzo de 1999      | 26 de marzo de 1999     | N/A                                 |

## Lanzamientos digitales y en DVD
| Nombre                   | Fecha de Lanzamiento | Discos | Episodios |
| ------------------------ | -------------------- | ------ | --------- |
| Primera Temporada (1991) | 29 de agosto de 2008 | 3      | 13        |
| Segunda Temporada (1992) | 29 de agosto de 2008 | 3      | 13        |

En 2008, Nickelodeon se asoció con Amazon.com para permitir que la serie Doug este disponible en DVD a través de CreateSpace.